# Dachang Xiang
Dachang Xiang (kinesiska: 大厂, 大厂乡) är en socken i Kina. Den ligger i provinsen Yunnan, i den sydvästra delen av landet, omkring 440 kilometer väster om provinshuvudstaden Kunming. Antalet invånare är 8 184. Befolkningen består av 3 853 kvinnor och 4 331 män. Barn under 15 år utgör 22,0 %, vuxna 15-64 år 68 %, och äldre över 65 år 9,0 %.
Genomsnittlig årsnederbörd är 1 537 millimeter. Den regnigaste månaden är juli, med i genomsnitt 402 mm nederbörd, och den torraste är januari, med 4 mm nederbörd.